# Chionaema suffundens
Chionaema suffundens är en fjärilsart som beskrevs av Walker 1864. Chionaema suffundens ingår i släktet Chionaema och familjen björnspinnare. Inga underarter finns listade i Catalogue of Life.